# 이스즈 자동차
이스즈 자동차(일본어: いすゞ自動車 이스즈지도오샤[*])는 일본의 자동차 제조 기업의 하나이다.
일본 국내의 자동차 제조 기업 중에서 가장 오래된 역사를 가진다. 트럭, 버스를 생산하는 업체이지만 과거에 제미니 같은 소형 승용차를 만들기도 했다.
디젤 엔진에서 정평이 나 있으며, 2006년 11월 토요타 자동차와 자본제휴를 맺었다.
대한민국의 대우자동차에서 제작한 버스나 트럭은 대부분 이스즈 자동차의 차량의 베이스를 들여와서 생산하였다. 그 이유는, 대우자동차가 과거에 지엠코리아(GMK) 시절이었을 때 이스즈와 마찬가지로 미국 GM의 자회사였기 때문이다. 또한 한국GM의 전신인 국산자동차를 설립한 회사는 이스즈로, 1937년 국산자동차라는 이름으로 설립했다.

## 역사
1916년, 도쿄도에 있는 이시카와지마시에서 IHI의 자회사로 시작되었다. 1918년 영국의 자동차 기어빈 울즐리 자동차(영어: Wolseley Motor Company)와 제휴를 맺고 1922년에 최초로 자동차를 생산하기 시작했다. 1934년에 트럭 부문이 사명이 변경되었다. 이후 1937년에 자동차 산업이 재편이 되면서 도쿄 자동차로 설립했다. 1949년부터 이스즈자동차로 상호를 변경하였고, 현재까지 사용하고 있다. 1971년 제너럴 모터스와 자본 제휴를 맺으면서 1972년에 쉐보레 LUV를 미국에 최초로 수출하기 시작했다. 1974년 도쿄방송에 라디오 프로그램의 이스즈 핸들 나이트 ~ 운전석의 당신에게 방송이 시작되었다. 1987년에 후지 중공업과 합작으로 스바루 이스즈 오토모티브(영어: Subaru-Isuzu Automotive)를 설립했다. 1999년에 제너럴 모터스가 보유 지분을 49%까지 늘리면서 최대 주주가 되었다. 2002년 제너럴 모터스가 보유 지분을 12%까지 줄인데 이어 2006년에 지분을 모두 매각하면서 자본 제휴 관계가 종료됐다. 2008년에 미국 시장에서 자동차 판매를 중단했다. 이후 엔진 공동 개발 등 기술 제휴만 했다가 2010년에 모든 제휴 관계가 끝나면서 제너럴 모터스와 완전히 결별했다. 2019년 12월에 스웨덴의 트럭 제조 기업인 볼보트럭과 상호 협력을 체결을 발표했으며, 2021년 4월 1일에 UD트럭을 인수했다.

## 생산 차종

### 현재 생산차종
버스
- 갈라 미오
- 갈라
- 노보 시티
- 노보
- 로이 버스
- 시티마크
- 시티버스
- 엘가 미오
- 엘가
- 저니
- 터콰이즈

트럭
- D-멕스
- FVR
- 기가
- 엘프
- 포워드

크로스오버&SUV
- MU-X
- MU-7

밴
- LV
- 리치
- 팬더

### 과거 생산차종
- 뉴파워
- 810 시리즈
- H-시리즈
- BU
- C
- i-시리즈
- R7
- 로데오
- 밴크로스
- 버텍스
- 벧엘
- 벨렛트 R6
- 벨렛트
- 슈퍼크루저
- 아미고
- 아스카
- 어센더
- 엑시엄
- 오야시스
- 옴브레
- 저니-J
- 저니-K
- 저니-Q
- 제미니
- 큐빅
- 트루퍼
- 페스터
- 플로리안
- 피아자

## 같이 보기

### 일반 주제
- 이스즈의 트럭 (이스즈 자동차의 CM송)
- 제너럴 모터스
- 한국지엠
- 자일대우버스
- 타타대우상용차

## 사진

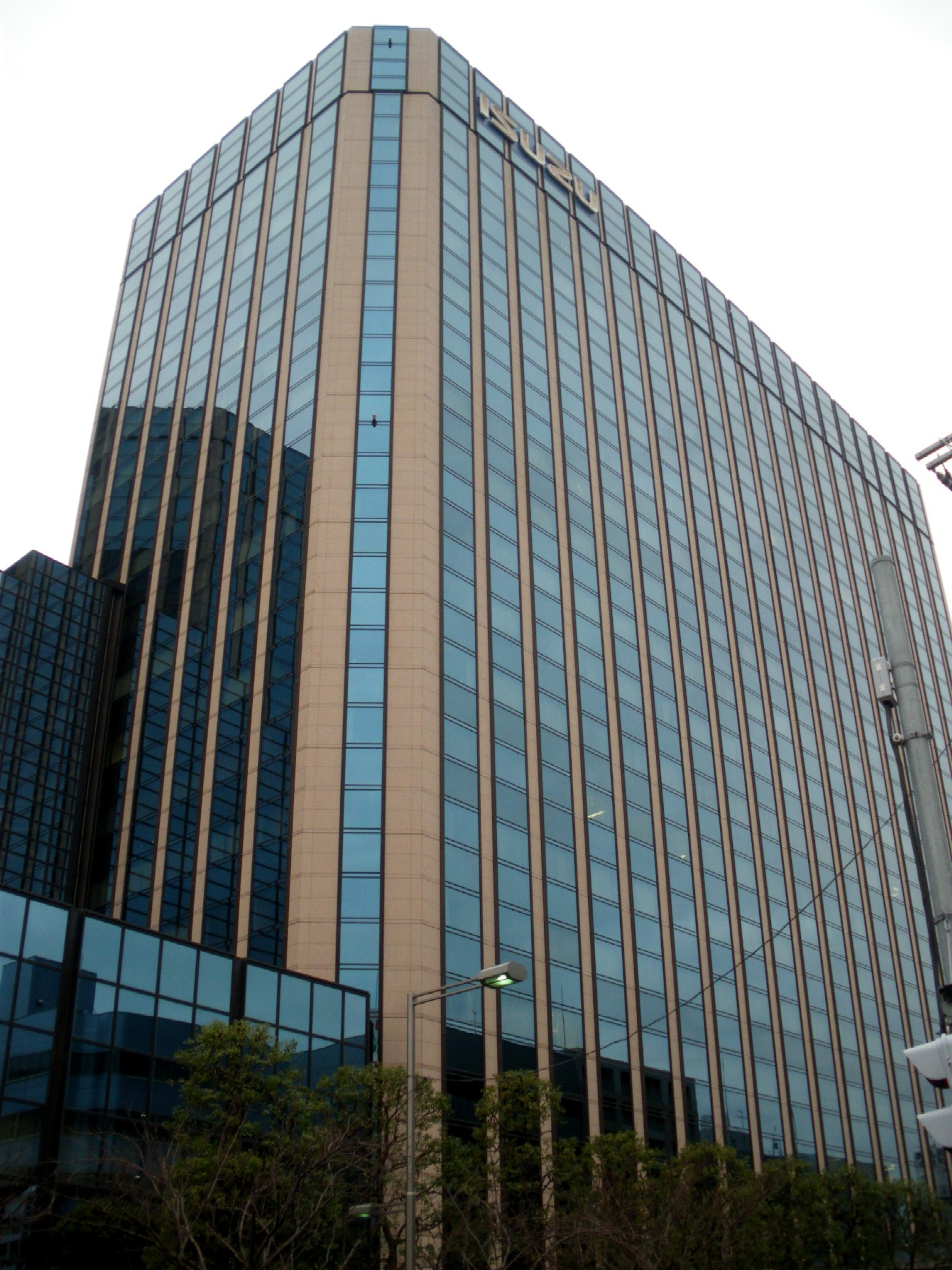
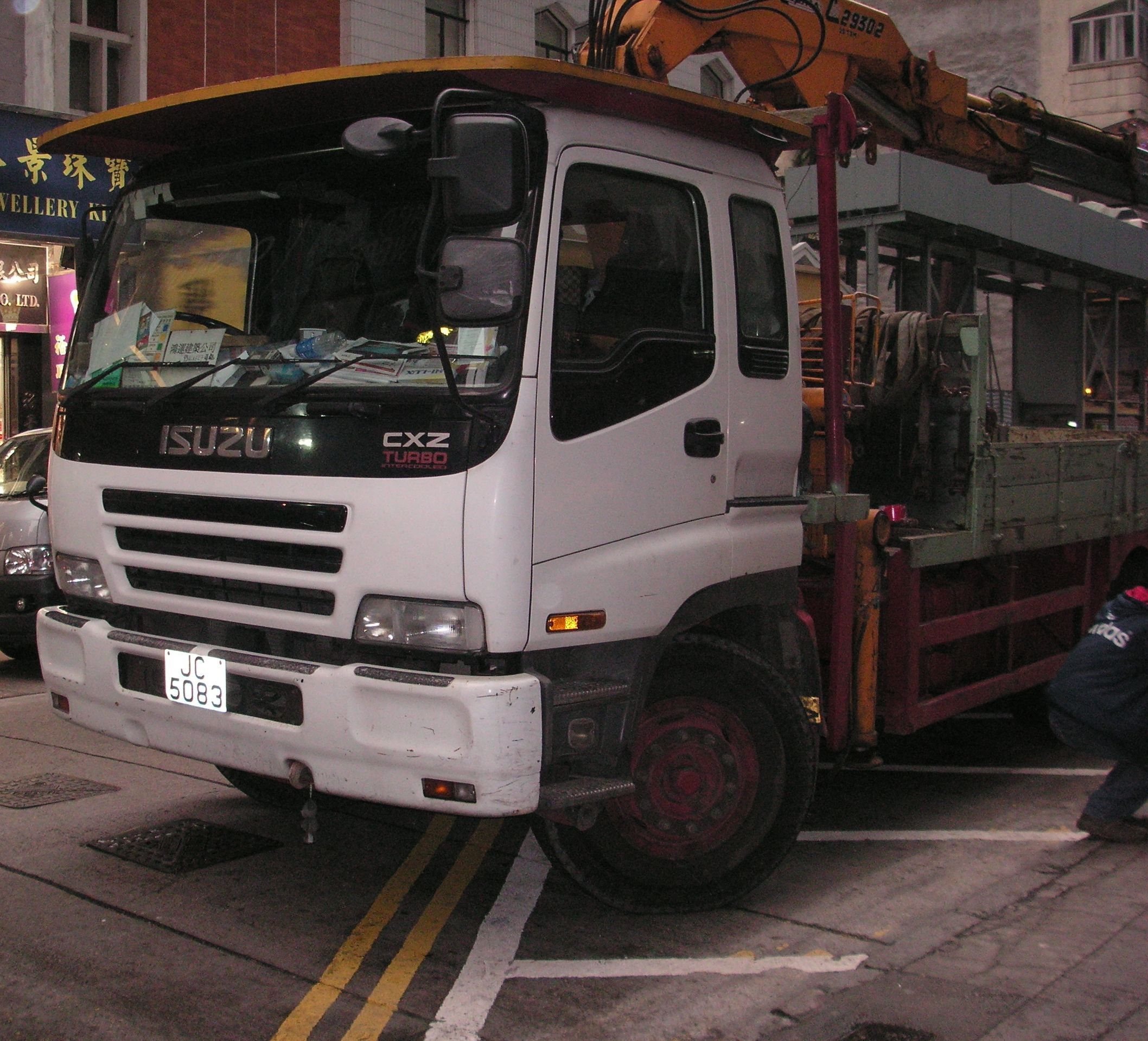
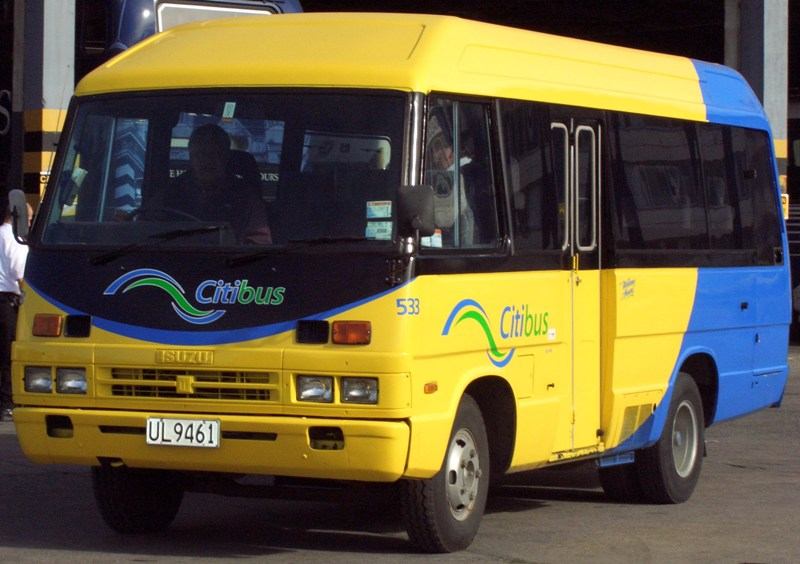
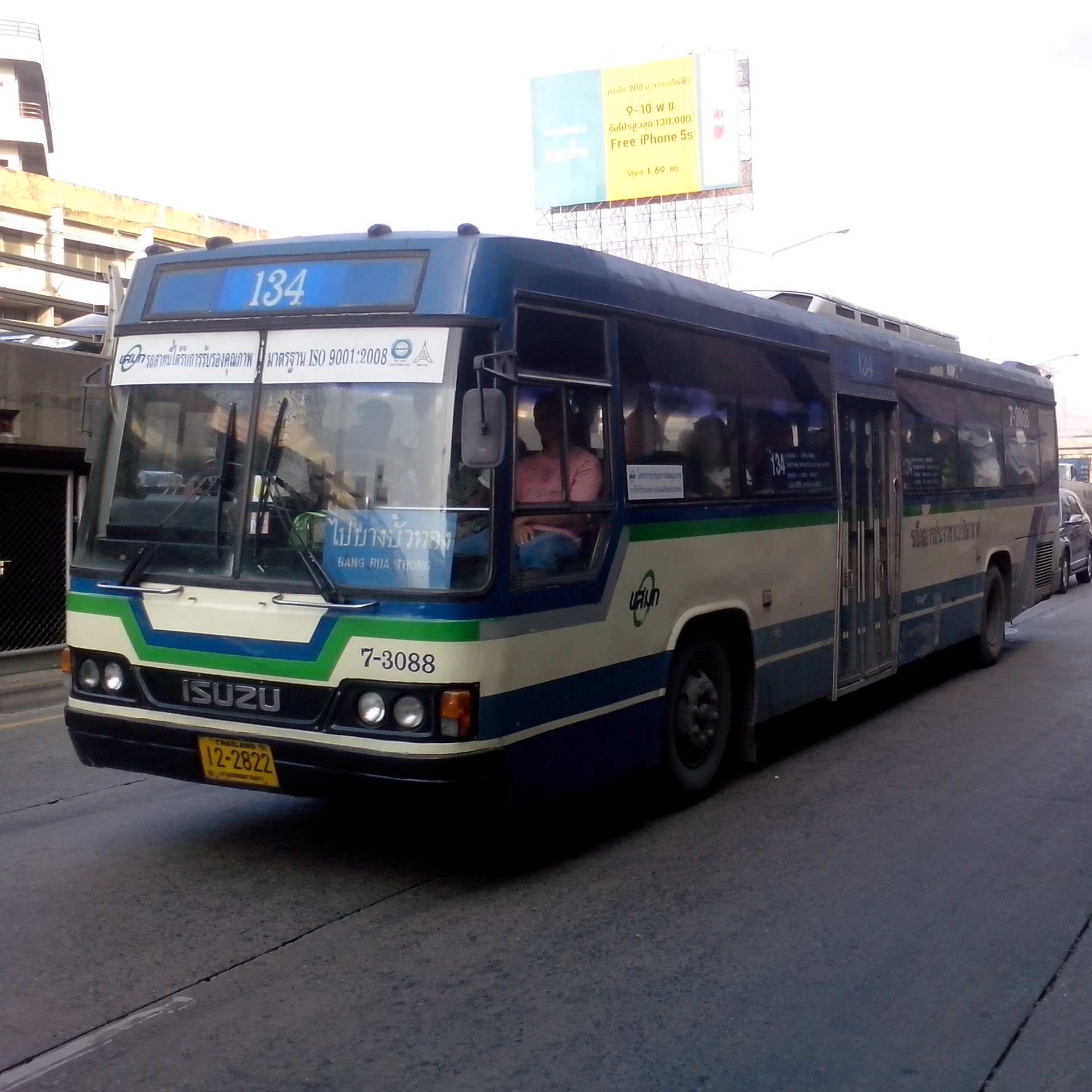
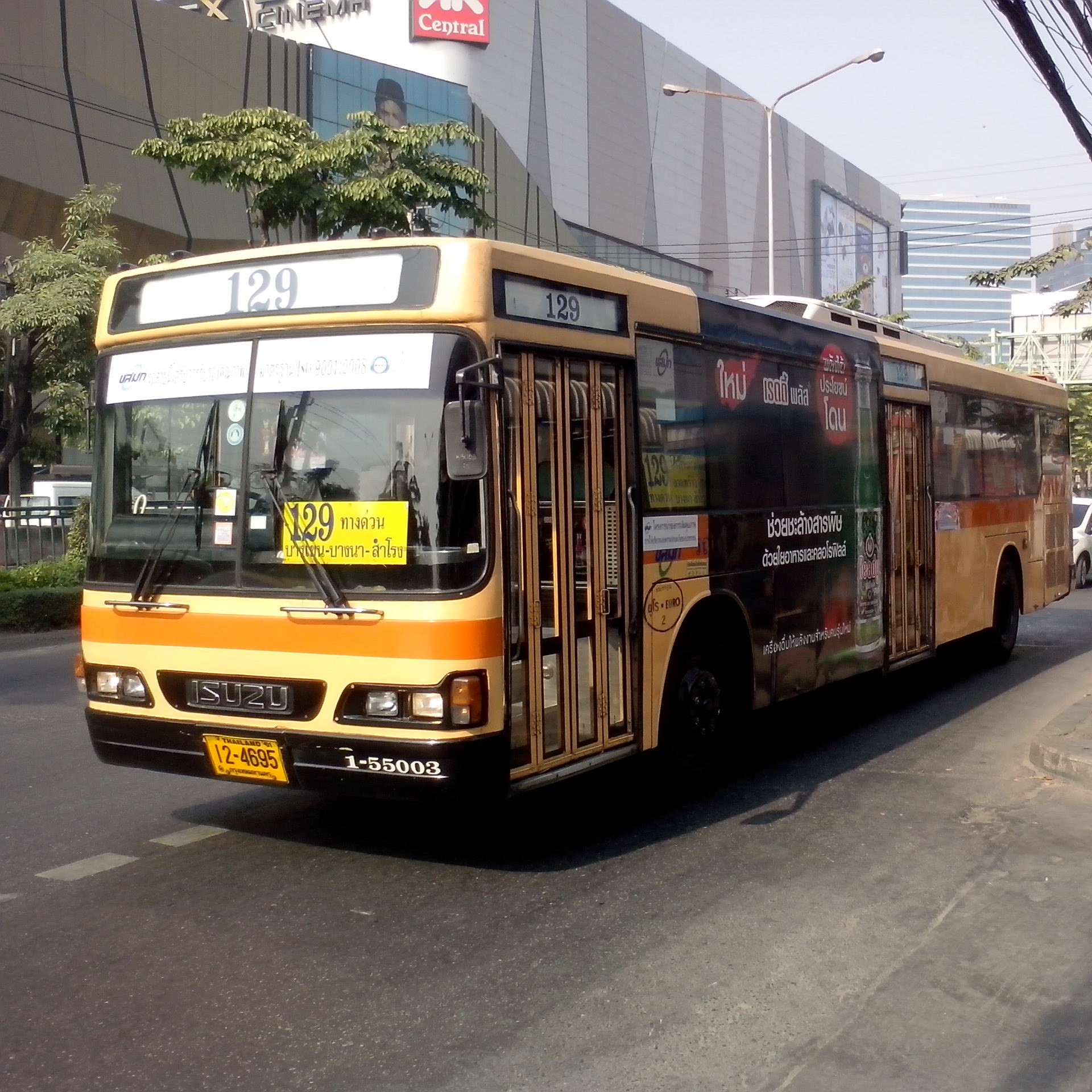
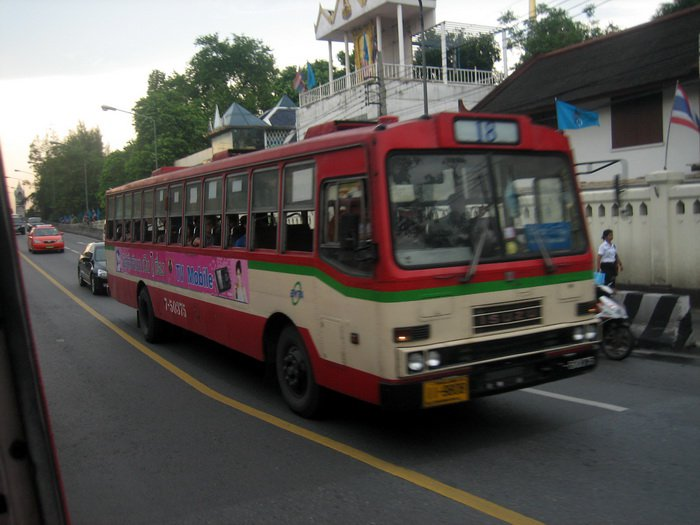
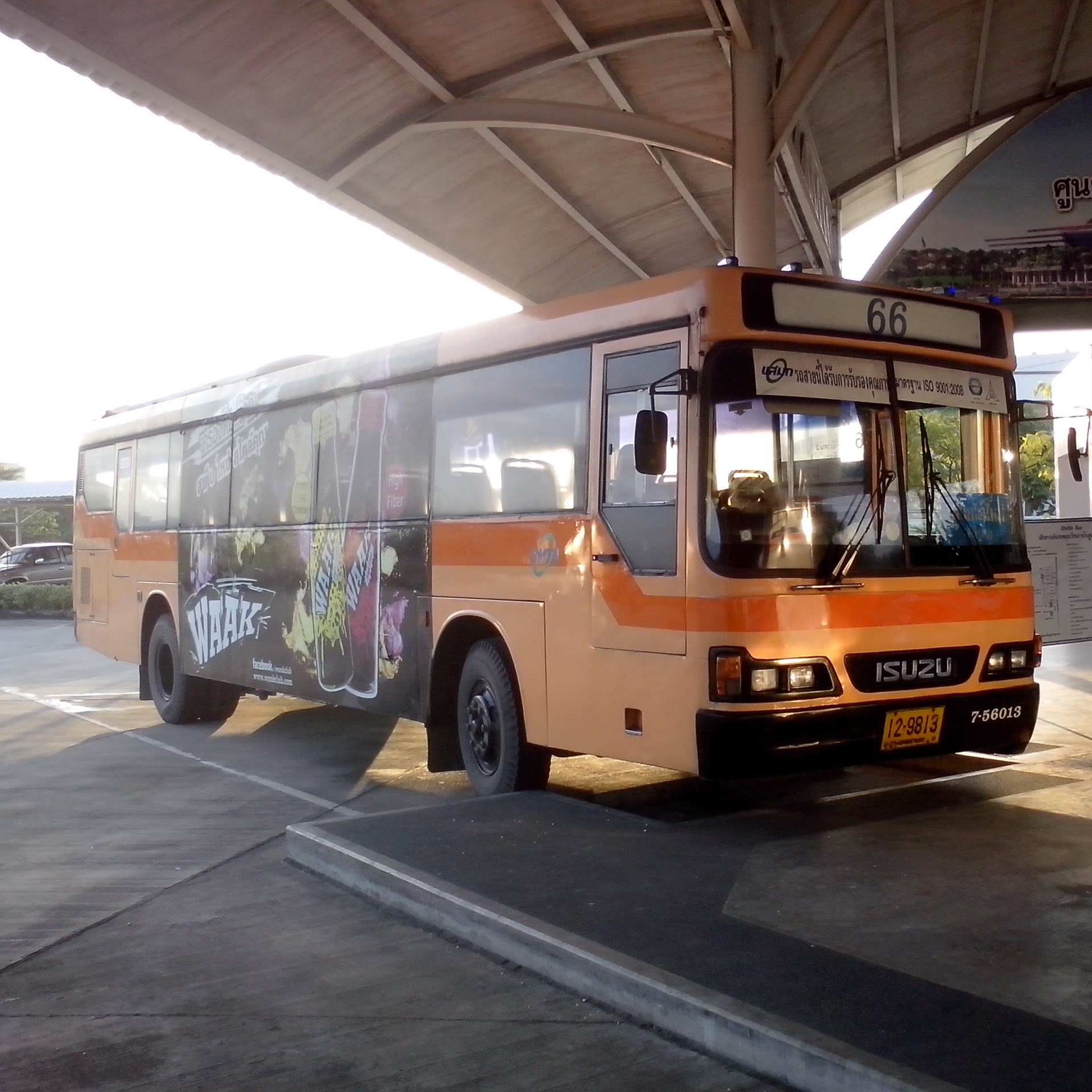
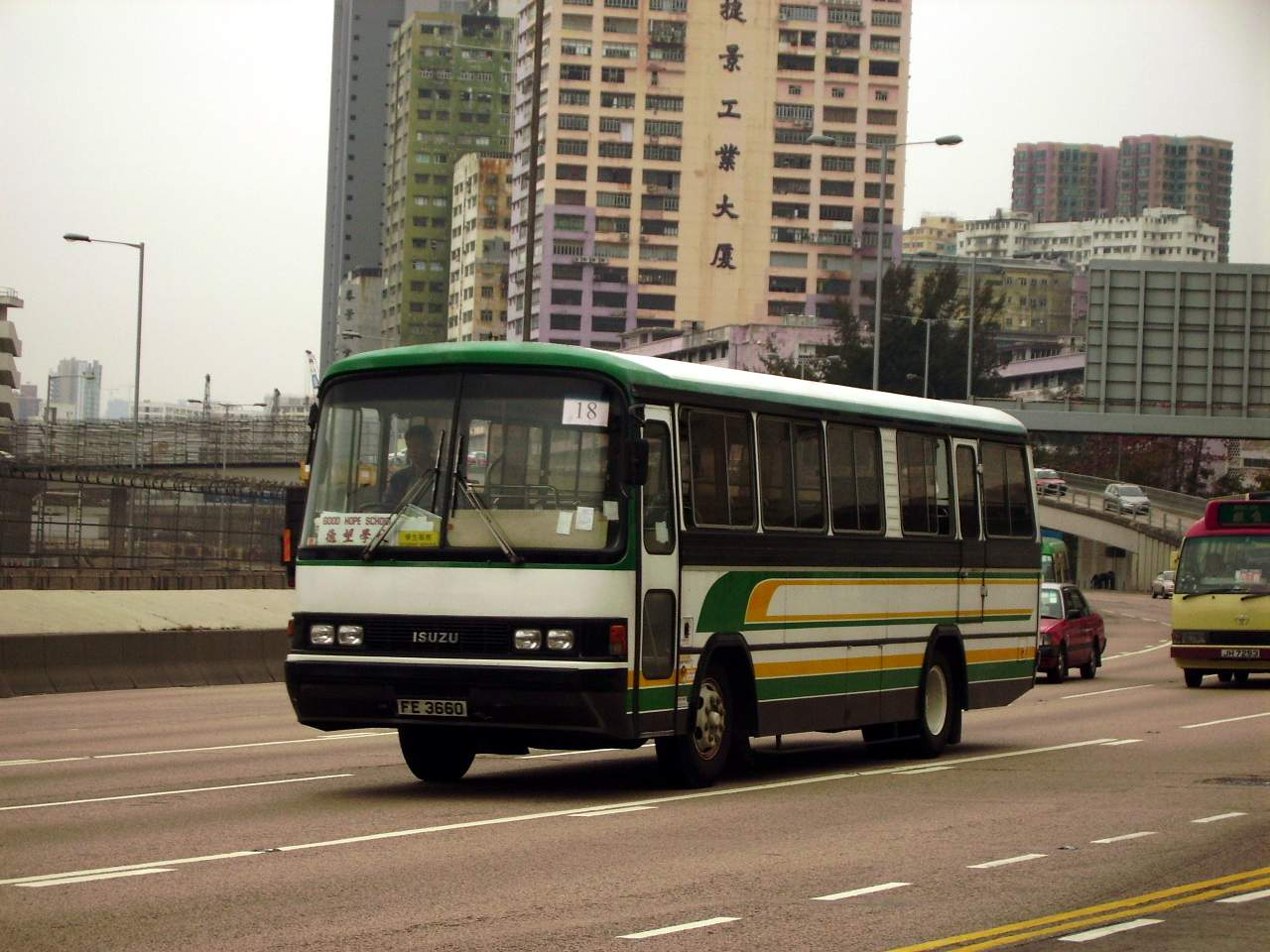
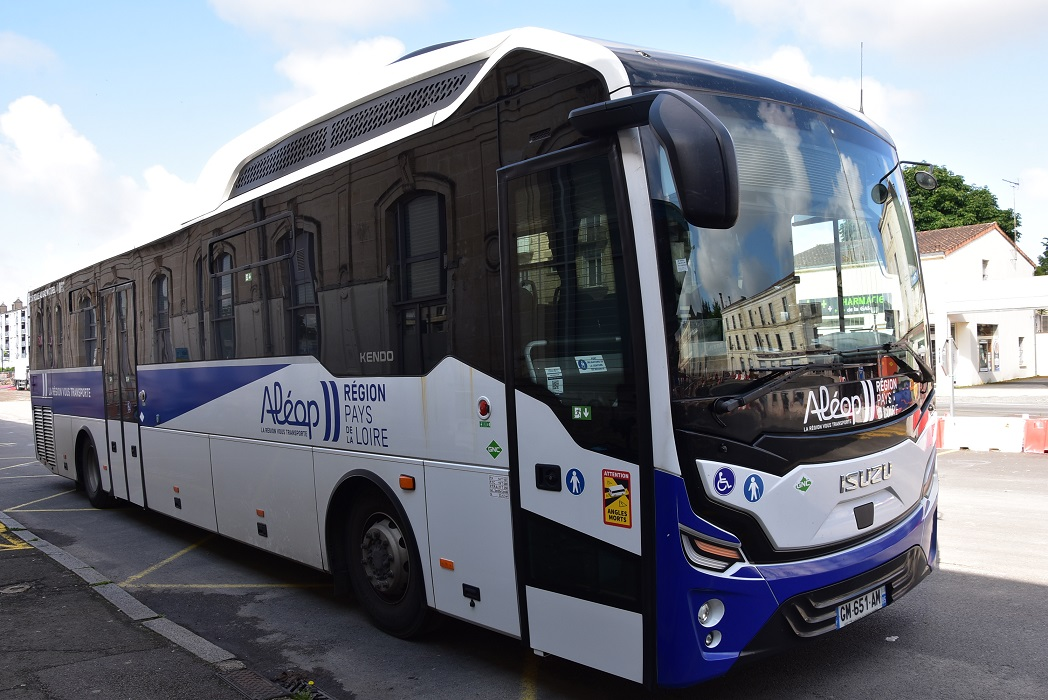

### 경쟁 상용차 업체
- 히노 자동차
- 닛산 자동차
- 토요타 자동차
- 미쓰비시후소·트럭 버스
- UD트럭